# Museo Nacional de Suecia
El Museo Nacional de Estocolmo (en sueco: Nationalmuseum) es un museo de arte situado en Estocolmo, Suecia, ubicado en la península de Blasieholmen. 
Fundado en 1792, bajo el nombre de Museo Real (Konglig Museum), el edificio actual, de estilo renacentista, abrió sus puertas en 1866. Es con este motivo que el museo tomó su nuevo nombre.
Alberga cerca de medio millón de dibujos que datan de 1500 a 1900, una colección de objetos de porcelana, pinturas, esculturas, así como obras de arte moderno. Entre los artistas expuestos se encuentran Perugino, El Greco, Georges de La Tour, Poussin, Rembrandt (El juramento de los bátavos), Rubens, Watteau, Chardin, Goya (La Verdad, el Tiempo y la Historia), Courbet, Renoir, Edgar Degas, Paul Gauguin o también el sueco Carl Larsson, entre otros.
Debido a obras de reforma del edificio, el museo estuvo cerrado desde febrero de 2013 hasta el 13 de octubre de 2018, y sus obras más relevantes se exhibieron en la Real Academia Sueca de las Artes.

## El museo
El antiguo Museo Real tuvo su sede, junto con la Biblioteca Real, en una de las alas del Palacio Real, que se reformó para este fin. En principio contuvo la colección real, cedida al estado para evitar su dispersión. Más tarde, la colección se trasladó a un nuevo edificio construido en el centro de la ciudad. Empezó entonces a recopilar obras de arte de forma más sistemática y académica, ampliando las colecciones de escultura y pintura, sobre todo de artistas suecos, para lo que el gobierno dio subvenciones desde 1856. 
En el siglo XX se acometieron una serie de reformas para hacer el museo más accesible al público: en 1917 se incluyeron servicios educativos en la plantilla del museo; en 1928 se instaló la luz eléctrica, que permitió poder abrir el museo por la tarde, y se adaptaron las escaleras y el vestíbulo para poder ofrecer conciertos. Asimismo, la colección de Antigüedades Nacionales pasó a su propio edificio, pudiendo ser el museo totalmente dedicado a las artes plásticas. Recientemente se añadió un ala nueva al museo dedicada a laboratorios y talleres de restauración, y dos edificios anexos en la vecina isla de Skeppsholmen, uno de pintura y escultura modernas y otro de arte oriental. También se ha reformado el antiguo edificio cubriendo uno de los patios interiores para dar lugar a un auditorio, y se han instalado ascensores y otros servicios para el público. 
El museo también realiza exposiciones temporales, muchas de las cuales han obtenido gran renombre internacional, como la dedicada a Rembrandt en 1956, a los Grandes Maestros Españoles en 1959, o la Décima Exposición del Consejo de Europa, dedicada a la reina Cristina de Suecia. 
Desde el 4 de febrero de 2013, el Museo Nacional de Estocolmo permaneció cerrado durante cinco años para vivir una completa renovación en su edificio. Reabrió sus puertas el 13 de octubre de 2018. Durante el período en obras, la Real Academia Sueca de las Artes (Fredsgatan 12, Estocolmo) fue la sede de la colección.

## Historia
La colección real se remonta en sus adquisiciones más antiguas a la época de Gustavo I Vasa, que amplió notablemente su colección del Palacio de Gripsholm, sobre todo con obras alemanas y flamencas. Durante el reinado de Gustavo II Adolfo aumentó el número de obras procedentes de los Países Bajos, siendo invitados algunos artistas holandeses a viajar a Suecia. El siglo XVII fue de un notable auge en la adquisición de obras, algunas adquiridas como botín en las guerras libradas por Suecia en territorio alemán. Gustavo II trasladó su corte al castillo de Tre Kronor, y encargó en 1626 al arquitecto Caspar Panten la construcción de una galería de arte y una biblioteca. 
La reina Cristina, gran mecenas y amante del arte clásico, también incrementó notablemente la colección real: invitó a especialistas extranjeros para la adquisición de pintura, escultura, libros y dibujos, y envió agentes a comprar obras en Alemania, Holanda, Italia y Grecia; fue la primera que hizo llegar a Suecia esculturas de la antigüedad. 
En 1648, en el transcurso de la Guerra de los Treinta Años, el general sueco Königsmarck adquirió un valioso botín de guerra: la colección reunida por el emperador Rodolfo II en Praga, compuesta por grandes maestros italianos del Renacimiento (Tiziano, Tintoretto, Veronese, Correggio), ausentes hasta entonces en las colecciones suecas, así como maestros alemanes y holandeses (Durero, Hans Holbein el Viejo). Para albergar esta nueva colección la reina Cristina encargó una ampliación del palacio Tre Kronor al arquitecto Nicodemus Tessin el Viejo; asimismo, se confió la tutela de la colección a Johan Holm Leijoncrona, primer director conocido del museo. Lamentablemente para el actual museo, en 1653, con la abdicación de la reina Cristina, ésta se llevó a Italia la mayor parte de la colección real, sobre todo la más valiosa, que acabó ingresando en otras colecciones europeas, y regaló al rey español Felipe IV la famosa pareja de cuadros Adán y Eva de Durero. Además, en 1697 el palacio Tre Kronor sufrió un incendio que también redujo considerablemente la colección.
En el siglo XVIII los nuevos monarcas suecos se resarcieron un poco de estas pérdidas, sobre todo gracias a la labor de Carl Gustav Tessin, hijo del arquitecto real Nicodemus Tessin el Joven, que fue un gran mecenas y coleccionista, e introdujo en Suecia el arte rococó y el gusto por el arte francés. En sus viajes por Europa Tessin adquirió obras de Watteau, Boucher, Chardin, Tiepolo, Canaletto, Piazzetta, entre otros, así como unos 2.000 dibujos. Más tarde, acuciado por las deudas, vendió esta colección al rey Federico I. En tiempos de Adolfo Federico I, la colección se trasladó al palacio de Drottningholm, y fue ampliada por su mujer, la reina Luisa Ulrica, también gran coleccionista de arte. 
Durante el reinado de Gustavo III se produce la cesión de las obras al estado, creándose el Museo Real en 1792. Gustavo III, aficionado a las artes escénicas –escribió algunas obras de teatro–,  también adquirió numerosas obras, destacando varias de Rembrandt; en un viaje a Italia en 1783 compró gran cantidad de estatuas antiguas. El nuevo museo se instaló en un ala del Palacio Real, encargándose la ordenación  y catalogación de la exposición al pintor francés Louis Masreliez. La entrada era entonces restringida, sólo tenían acceso personalidades destacadas, visitantes extranjeros y miembros de la Academia de Arte Sueca.
En 1821 apareció la primera publicación ilustrada con aguafuertes de varios de los cuadros y esculturas del Museo Real, y en 1841 el primer catálogo impreso. De 1844 data la primera petición en el parlamento sueco de una nueva sede para el museo, que no se realizará hasta 1866, cuando recibirá el nombre de Museo Nacional, en su actual emplazamiento de Blasieholmen. Entonces se agruparon las colecciones reales con las colecciones históricas de la antigüedad y el medievo suecos, la Armería Real y la Biblioteca Real; también se recibe en el nuevo museo la colección de arte francés del siglo XVIII que estaba en el palacio de Drottningholm.  El edificio, en estilo renacentista veneciano, se confía al arquitecto alemán F. A. Stüler, mientras que la selección museística correrá a cargo de Gunnar Wennerberg. Además de los maestros extranjeros, se destinan dos salas al arte sueco, fomentando la adquisición de artistas contemporáneos, práctica iniciada en ese momento por la dirección del museo.
Desde entonces el museo ha ampliado su colección gracias a las adquisiciones oficiales y a donativos: para su fundación, el rey Carlos XV donó, entre otros, dos grandes cuadros de Rubens (copias de La bacanal de los andrios y La ofrenda a Venus de Tiziano); en 1880 el museo recibió, a través de la Fundación Sophie Giesecke, un fondo de compras cuyos réditos siguen permitiendo la adquisición de nuevas obras. En el siglo XX el museo se abre más a la adquisición de obras de artistas extranjeros de la época, permitiendo reflejar la gran variedad de estilos que fructificaron entonces en el panorama mundial, sobre todo las denominadas Vanguardias Históricas. Esto fue posible gracias a la Asociación de Amigos del Museo Nacional, fundada en 1911 por iniciativa del director Thorsten Laurin y el entonces príncipe heredero Gustavo Adolfo, que adquirió una importante colección de arte impresionista francés.
En 1958 se abrió en la vecina isla de Skeppsholmen el Museo de Pintura y Escultura Modernas (Moderna Museet), como sección contemporánea del Museo Nacional, y en 1961 el Museo de Arte del Extremo Oriente.

## Obra seleccionada
- Pietro Perugino, San Sebastián, 174 x 88 cm.
- Domenico Ghirlandaio, Cabeza de anciano (dibujo)
- Alberto Durero, Retrato de mujer joven con el pelo trenzado (dibujo)
- Lucas Cranach el Viejo, El pago, 108 x 119 cm.
- Antonio Moro, Retrato de Martín de Gurrea y Aragón.
- El Greco, Los Apóstoles San Pedro y San Pablo, 124 x 93 cm.
- Hendrick Goltzius, Autorretrato (dibujo)
- Peter Paul Rubens, Bacanal de Andros (copia del original de Tiziano), 200 x 215 cm.
- Nicolas Poussin, Baco y Erígona, 98 x 74 xm.
- Sébastien Bourdon, Cristina, reina de Suecia, 72 x 58 cm.
- José de Ribera, El martirio de San Bartolomé, 208 x 157 cm.
- Rembrandt, El juramento de los Bátavos, 196 x 309 cm.
- Francisco de Zurbarán, La Santa Faz, 70 x 51,5 cm.
- Georges de La Tour, San Jerónimo penitente, 156 x 106 cm.
- Giovanni Battista Piazzetta, Santa Teresa en éxtasis, 46 x 38 cm.
- Giovanni Battista Tiepolo, Generosidad de Escipión, 61 x 44 cm.
- Jean-Antoine Watteau, Lección de amor, 44 x 61 cm.
- François Boucher, El triunfo de Venus, 130 x 62 cm.
- Jean-Honoré Fragonard, Resistencia inútil 45 x 60,5 cm.
- Jean Siméon Chardin, Liebre con olla de cobre, 68 x 57 cm.
- Thomas Gainsborough, Lady Eardley, 215 x 149 cm.
- Francisco de Goya, La Verdad, el Tiempo y la Historia, 294 x 244 cm.
- Rosa Bonheur, Wild cat, 46x56 cm.
- Carl Gustaf Pilo, Coronación de Gustavo III, 293 x 251 cm.
- Alexander Roslin, Dama con mantilla, 65 x 54 cm.
- Théodore Géricault, Cabezas de ajusticiados, 50 x 61 cm.
- Camille Corot, Civita Castellana, 36 x 51 cm.
- Honoré Daumier, La buena botella, 22 x 29 cm.
- Gustave Courbet, Jo, la bella irlandesa, 54 x65 cm.
- Édouard Manet, Joven pelando una pera, 85 x 71 cm.
- Edgar Degas, Tres bailarinas rusas, 62 x 67 cm.
- Camille Pissarro, Paisaje de Pontoise, 65 x51 cm.
- Toulouse-Lautrec, En el circo. Funámbula, 47 x 32 cm.
- Auguste Renoir, El estanque, 66 x 81 cm.
- Paul Cézanne, Cupido en escayola, 63 x 81 cm.
- Paul Gauguin, Paisaje de Bretaña, 72 x 91 cm.
- Vincent van Gogh, Efecto de luz en una enramada, 33 x 24 cm.
- Carl Larsson, Ternura maternal, 66 x 50 cm.
- Anders Zorn, Baile de verano, 140 x 98 cm.
- Pierre Bonnard, Desnudo a contraluz, 122 x 38 cm.

## Galería de obras

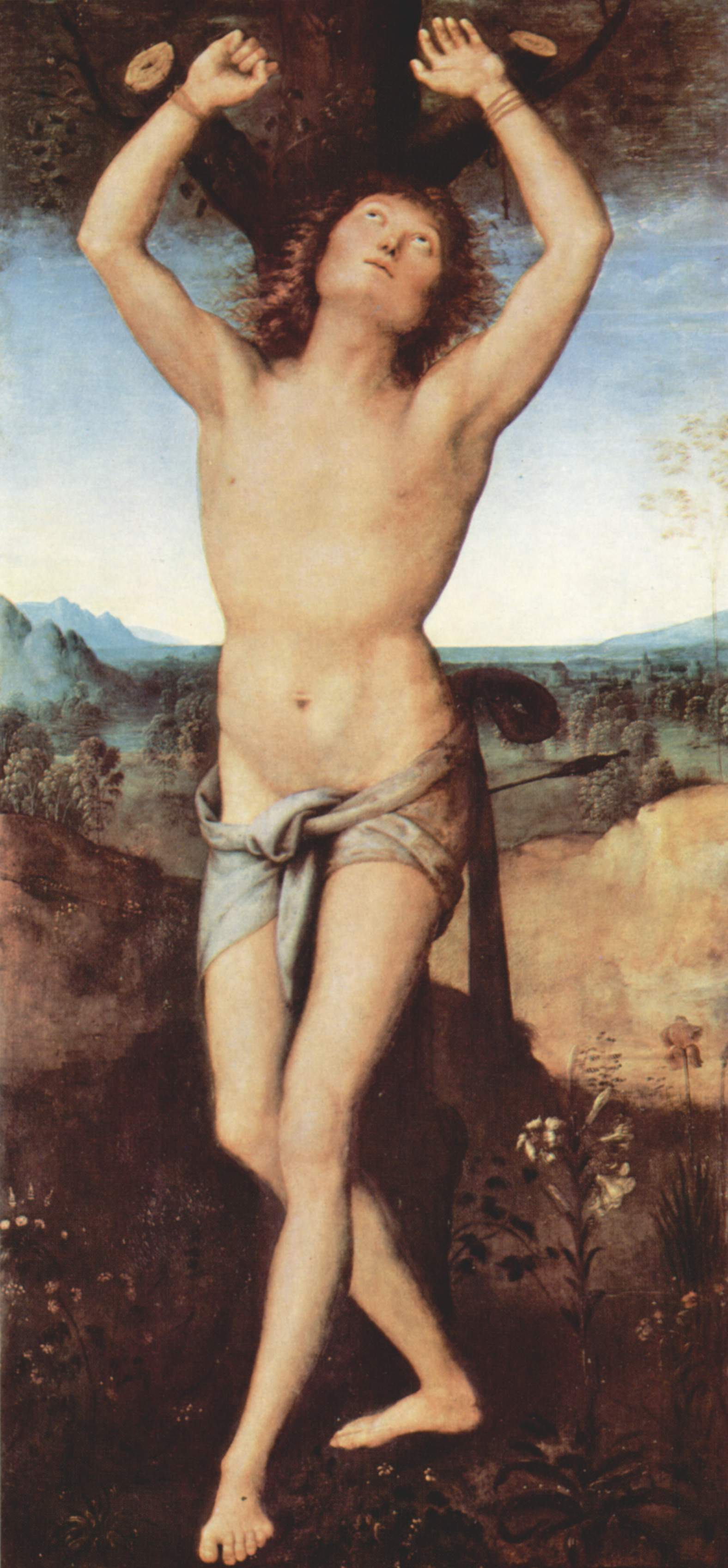
Pietro Perugino, San Sebastián
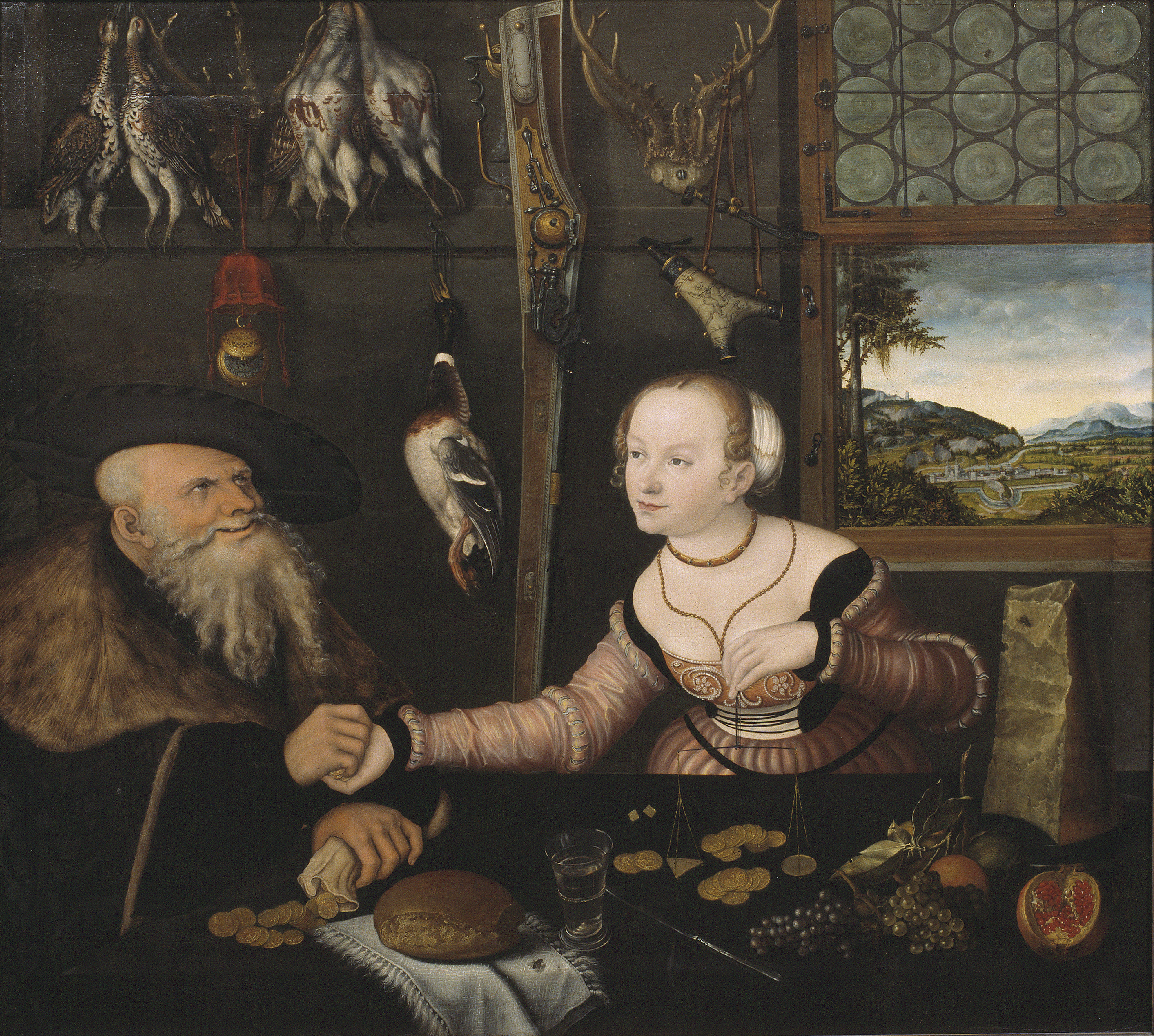
Lucas Cranach el Viejo, El pago
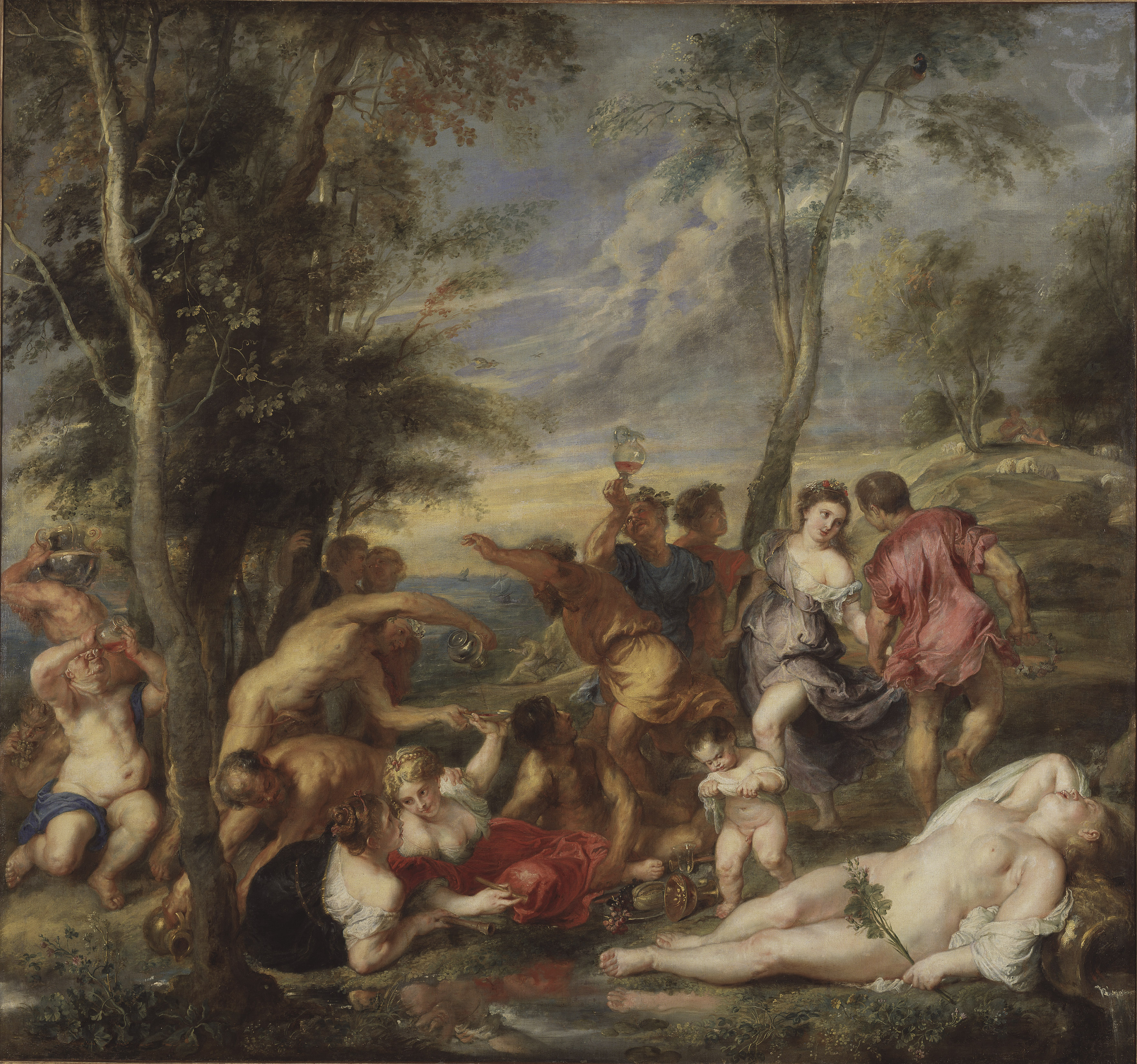
Rubens, La Bacanal (copia de La Bacanal de Tiziano)
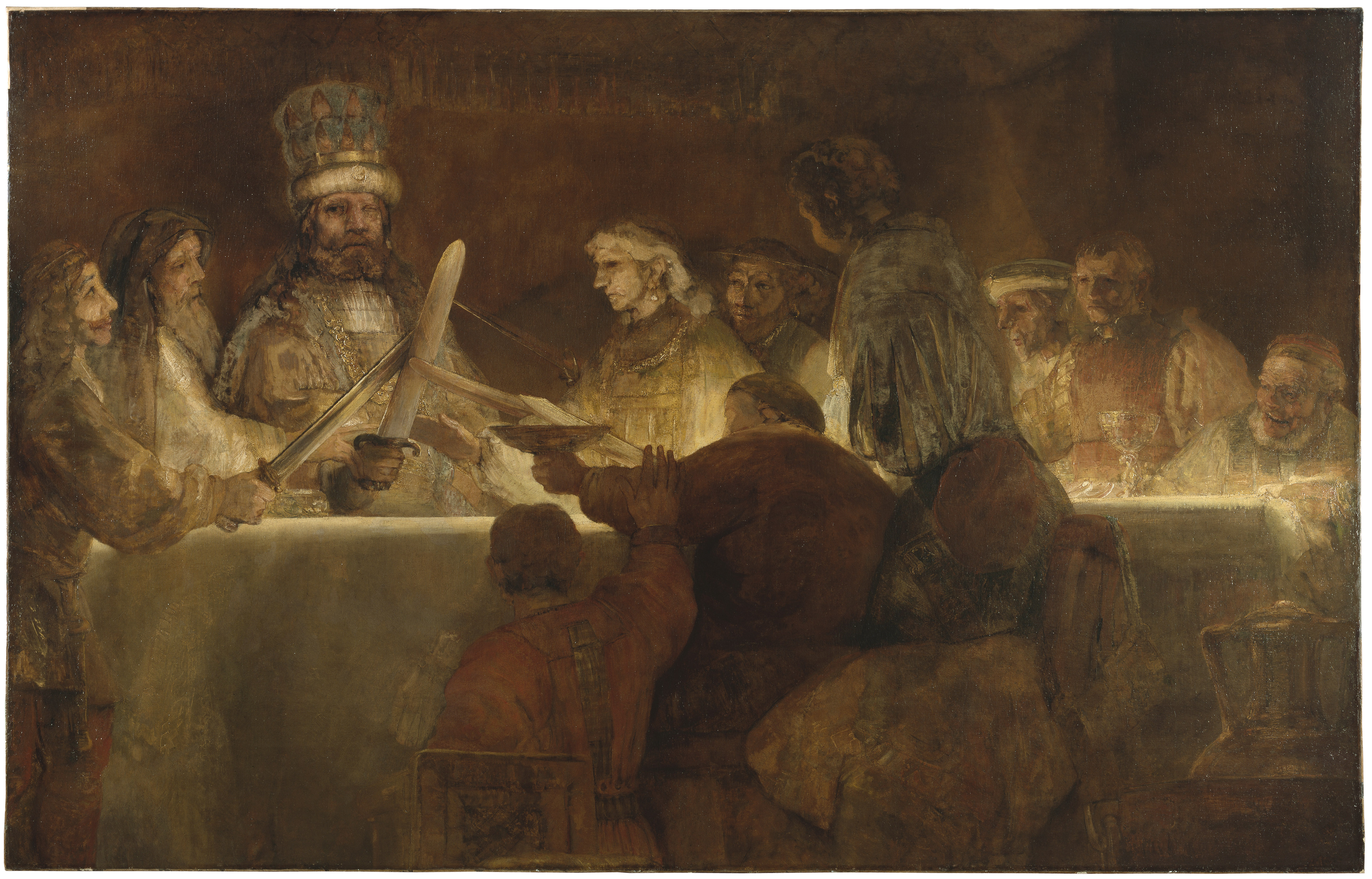
Rembrandt, El juramento de los Bátavos
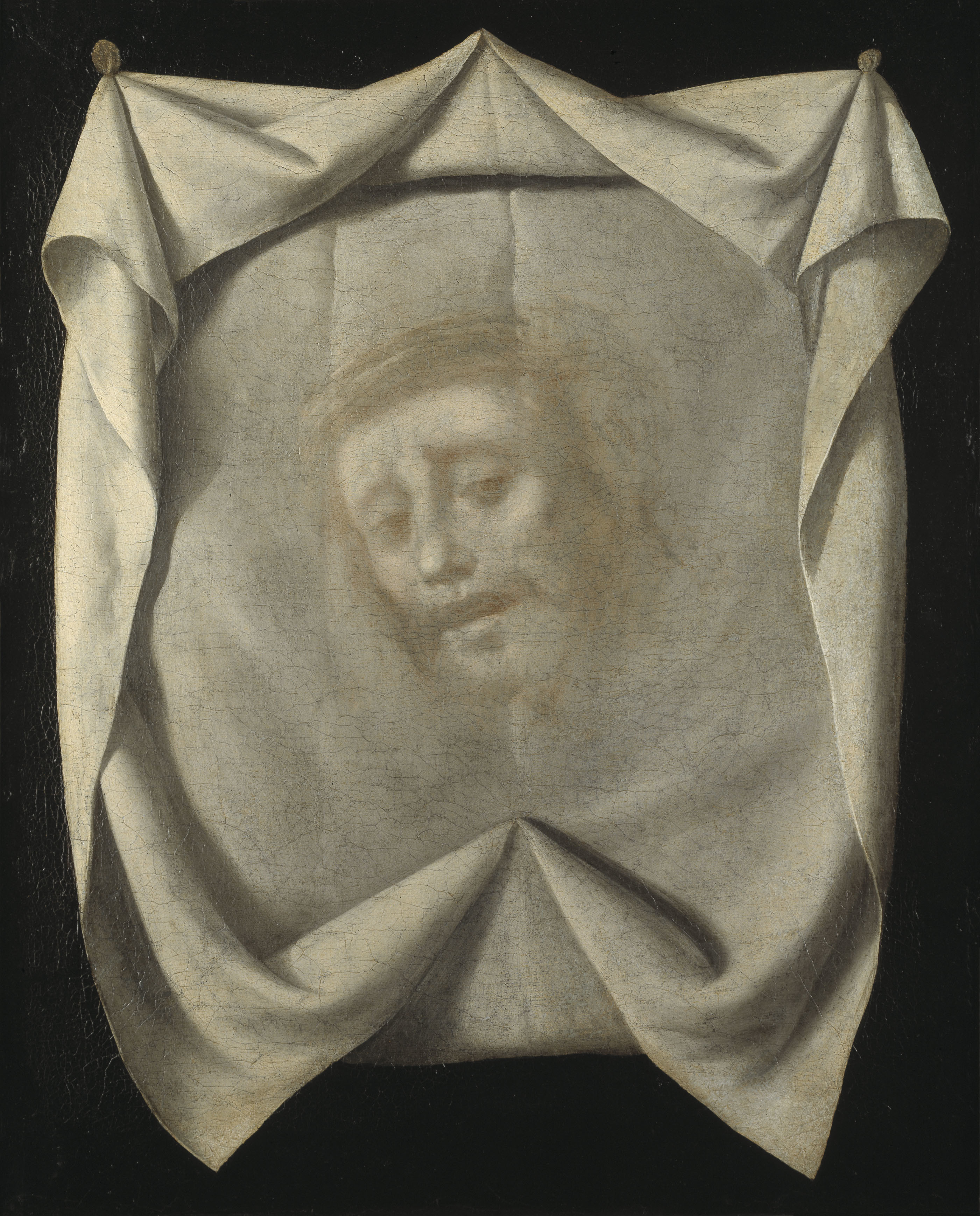
Francisco de Zurbarán, La Santa Faz
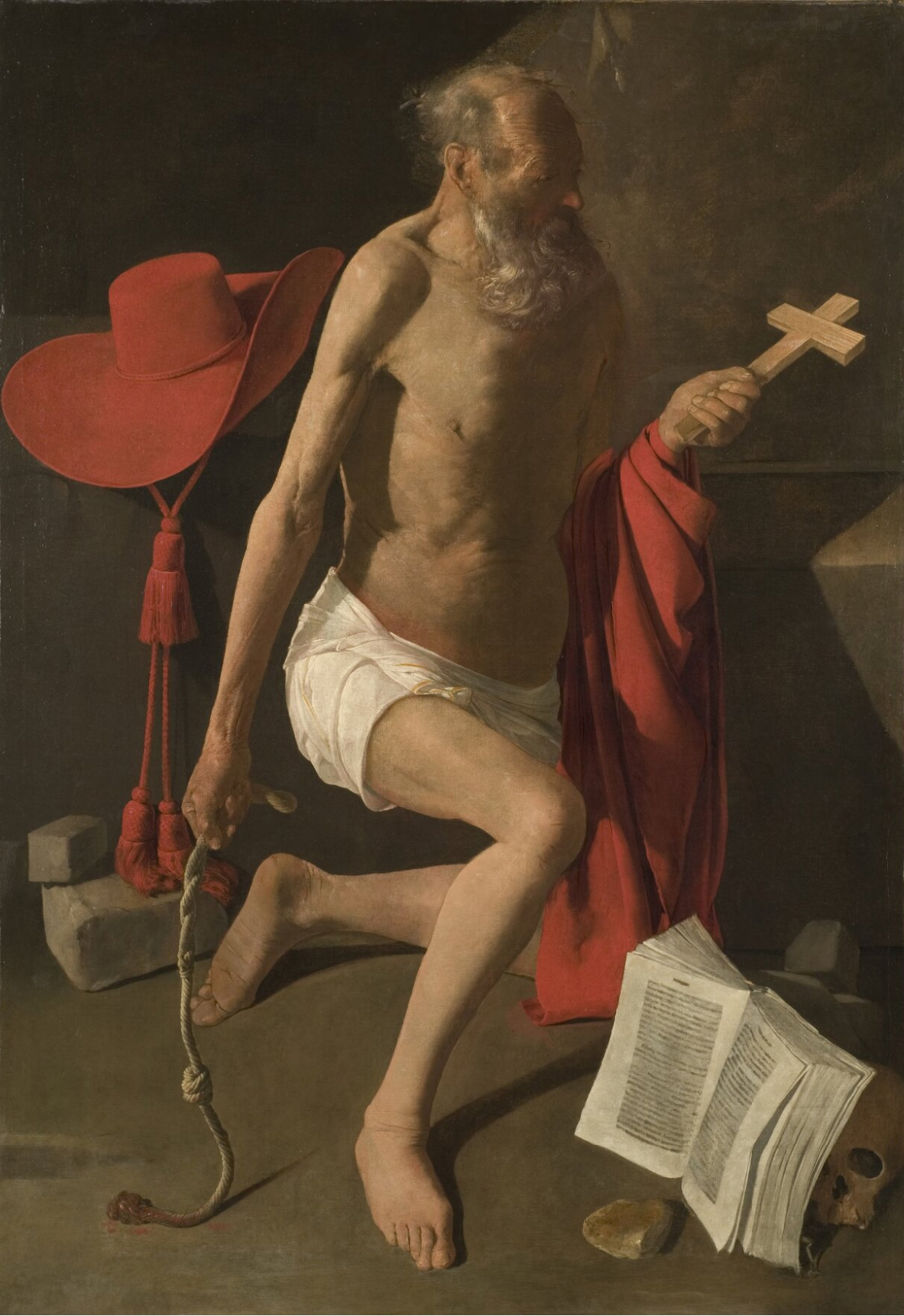
Georges de La Tour, San Jerónimo penitente
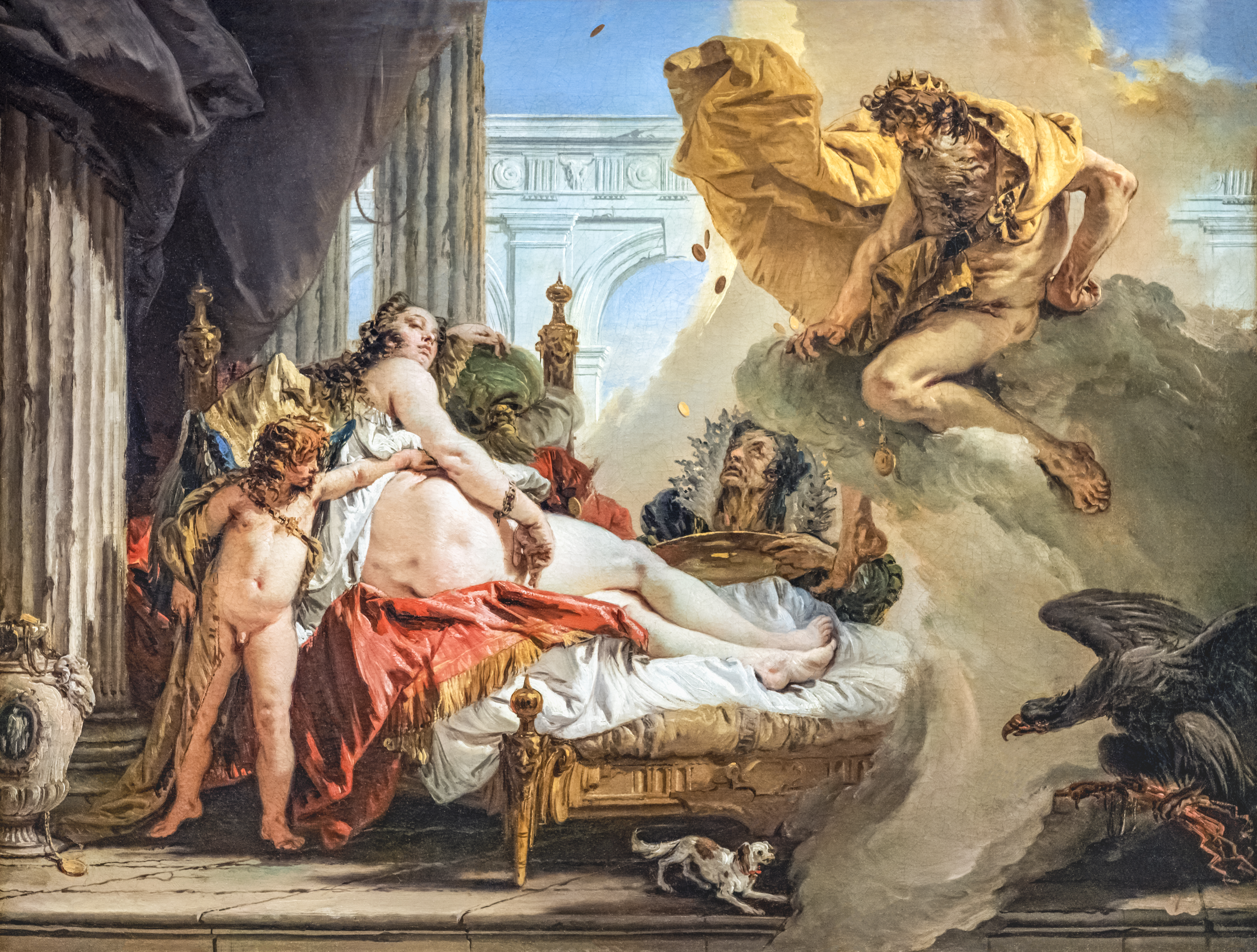
Giovanni Battista Tiepolo, Dánae y Zeus
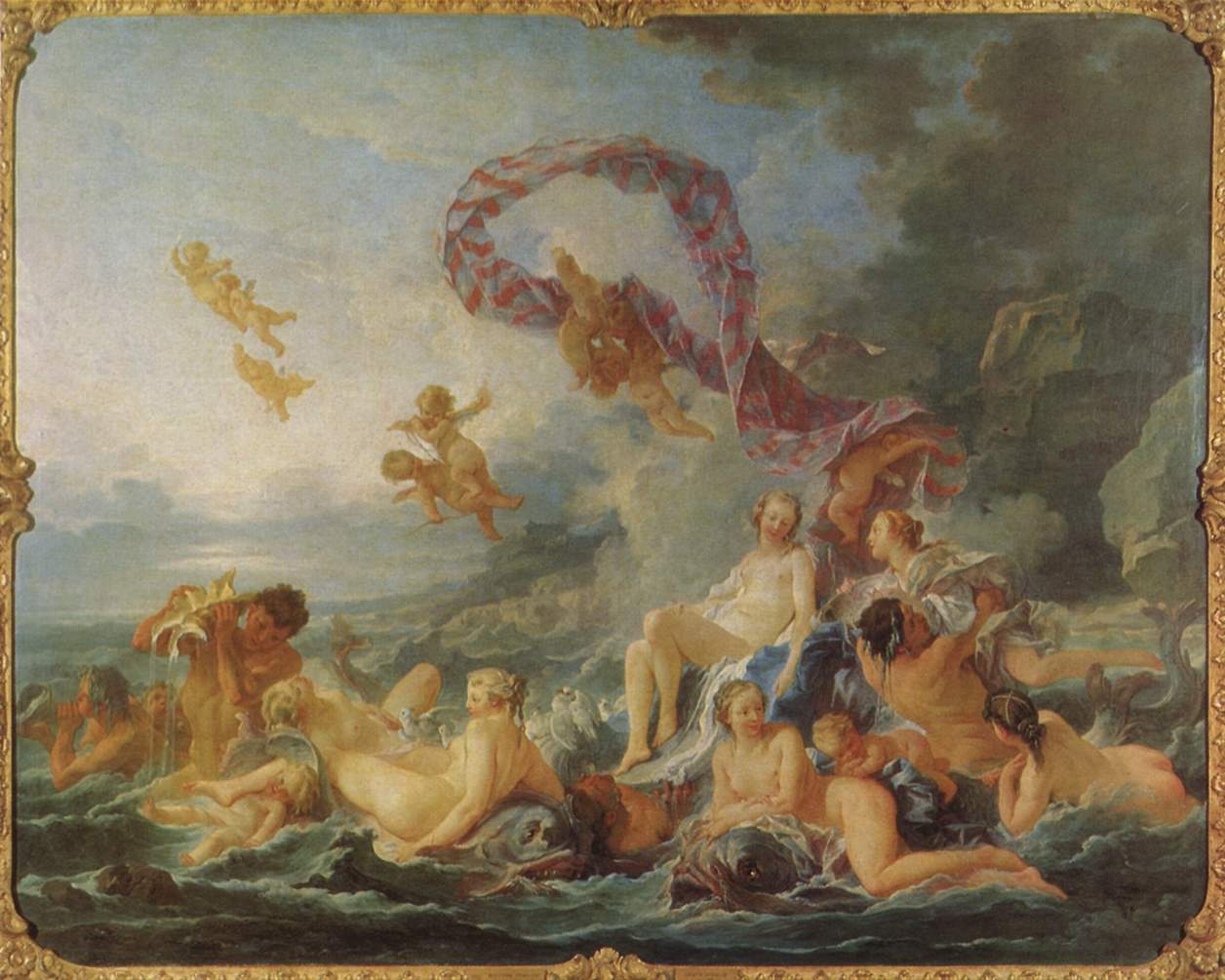
François Boucher, El triunfo de Venus
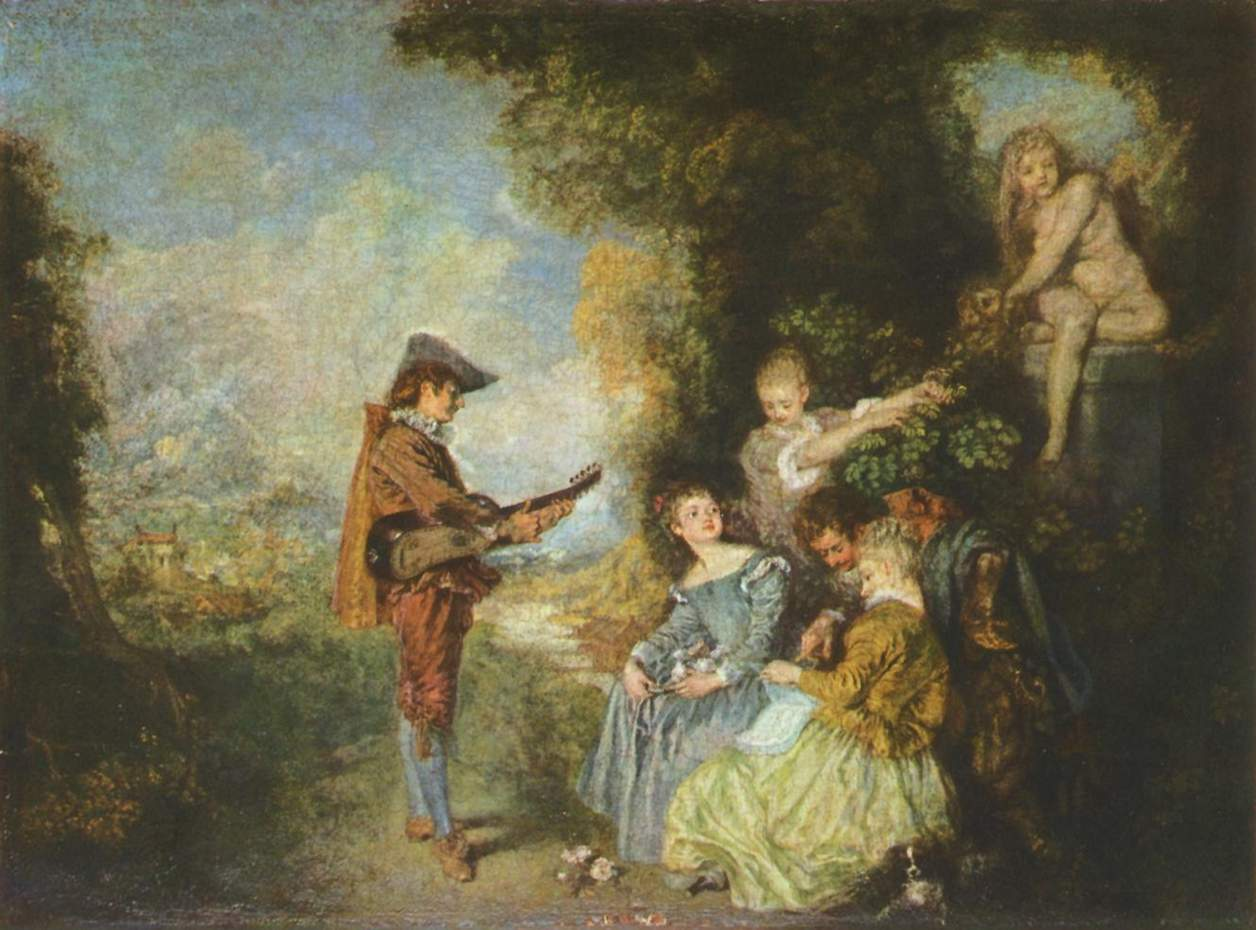
Jean-Antoine Watteau, Lección de amor
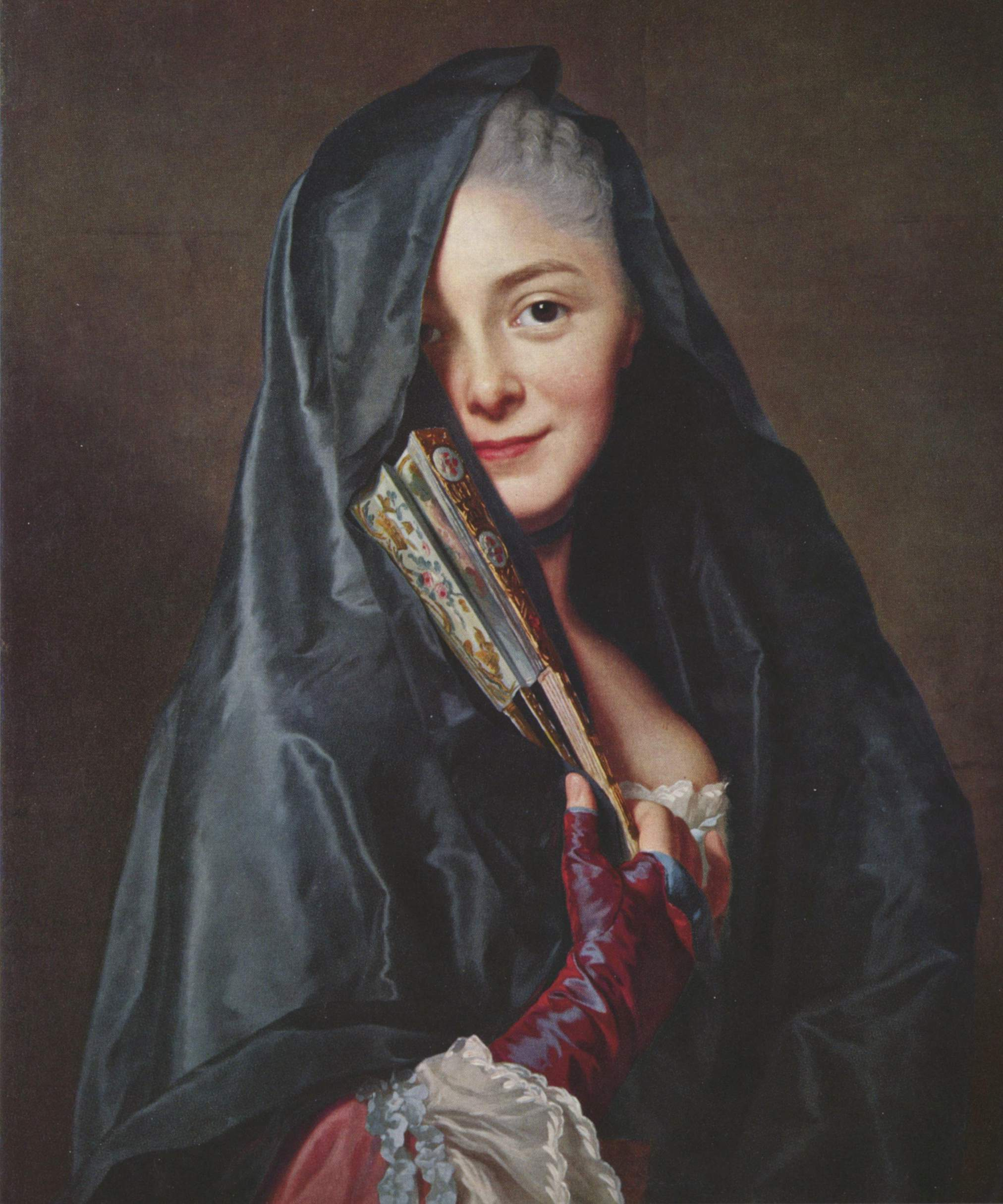
Alexander Roslin, Dama con mantilla
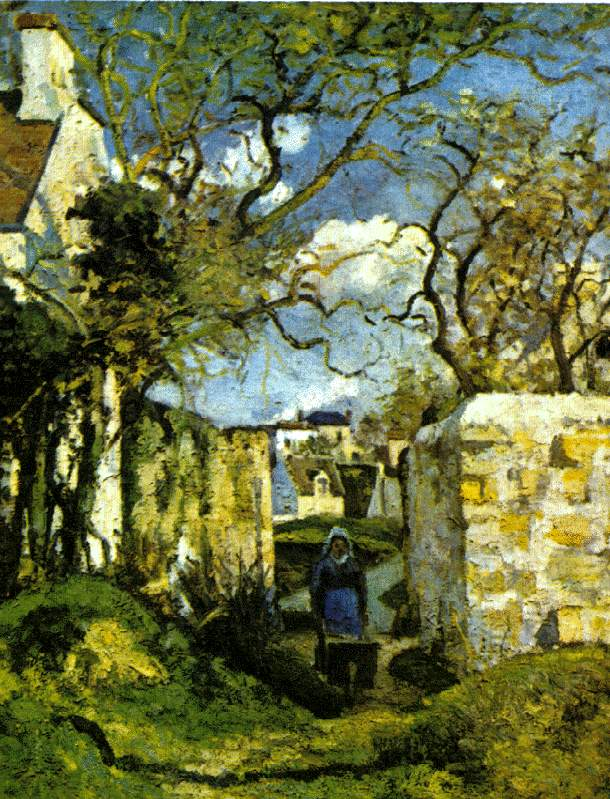
Camille Pissarro, Paisaje de Pontoise
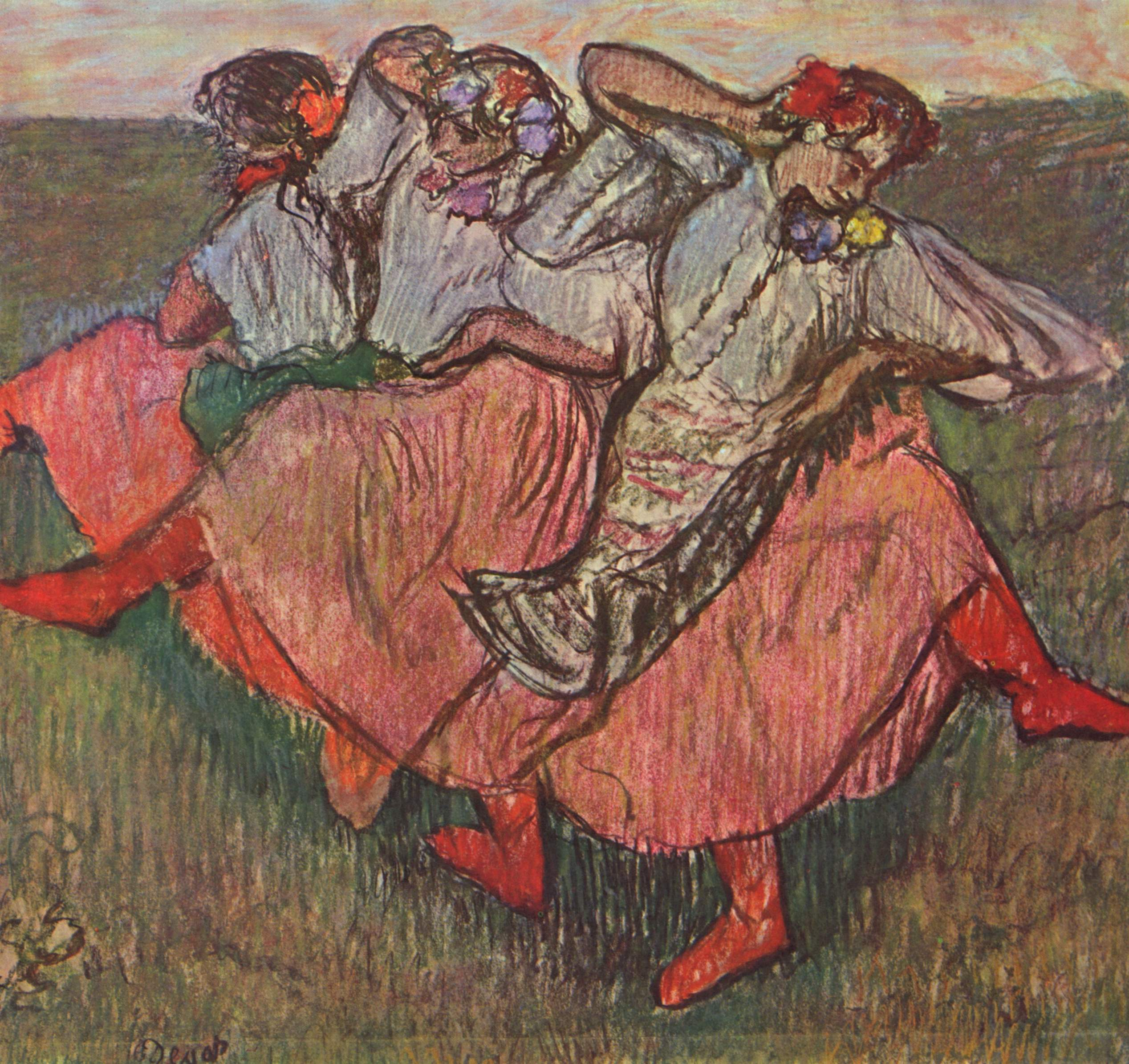
Edgar Degas, Tres bailarinas rusas
Édouard Manet, Joven pelando una pera